# Équipe de Tunisie de volley-ball en 2003
L'équipe de Tunisie de volley-ball réédite l'exploit de 1999 en remportant le sacre africain face à l'Égypte, sur son terrain. Malgré le début difficile de la compétition, l'équipe réussit à se qualifier en finale et à battre les coéquipiers de Hamdy El-Safy (en) sur un score net. En novembre, l'équipe dispute la coupe du monde au Japon ; elle termine 11e avec un bilan de deux victoires pour neuf défaites.

## Matchs
| Date             | Lieu                                   | Adversaire           | Score                               | Durée  | Compétition | Meilleur marqueur                            | Référence            |
| 22 avril 2003    | Montpellier                            | France               | 3-0 (25-21 25-20 26-24)             | -      | A           | -                                            | FFVB                 |
| 23 avril 2003    | Lattes                                 | France               | 1-3 (21-25 12-25 25-19 21-25)       | -      | A           | -                                            | FFVB                 |
| 24 avril 2003    | Sète                                   | France               | 3-2 (25-20 25-22 25-27 22-25 15-12) | -      | A           | -                                            | FFVB                 |
| 2 juillet 2003   | Nymburk                                | Tchéquie             | 1-3 (19-25 26-24 23-25 18-25)       | -      | A           | -                                            | CVF                  |
| 3 juillet 2003   | Nymburk                                | Tchéquie             | 3-1 (25-19 25-20 21-25 25-17)       | -      | A           | -                                            | CVF                  |
| 16 juillet 2003  | Sousse                                 | Estonie              | 3-1                                 | -      | A           | -                                            | VEE                  |
| 17 juillet 2003  | Sousse                                 | Estonie              | 3-1                                 | -      | A           | -                                            | VEE                  |
| 19 juillet 2003  | Sousse                                 | Estonie              | 3-0 (25-15 25-22 25-22)             | -      | A           | -                                            | AllAfrica.com        |
| 20 juillet 2003  | Sousse                                 | Estonie              | 3-0                                 | -      | A           | -                                            | VEE                  |
| 25 juillet 2003  | La Goulette                            | Allemagne            | 3-2 (25-19 21-25 26-24 23-25 15-12) | -      | A           | -                                            | VB2003               |
| 26 juillet 2003  | La Goulette                            | Allemagne            | 0-3 (19-25 22-25 17-25)             | -      | A           | -                                            | AllAfrica.com VB2003 |
| 25 juillet 2003  | La Goulette                            | Allemagne            | 3-0 (25-23 25-20 25-17)             | -      | A           | -                                            | VB2003               |
| 1er août 2003    | Police Union Hall Le Caire             | Égypte               | 1-3 (24-26 22-25 25-19 26-28)       | 1 h 40 | CHAN        | -                                            | FIVB                 |
| 2 août 2003      | Police Union Hall Le Caire             | RD Congo             | 3-0 (25-13 25-17 25-16)             | 1 h 10 | CHAN        | -                                            | FIVB                 |
| 3 août 2003      | Police Union Hall Le Caire             | Rwanda               | 3-0 (25-15 25-19 25-22)             | 1 h 0  | CHAN        | -                                            | FIVB                 |
| 5 août 2003      | Police Union Hall Le Caire             | Algérie              | 3-1 (29-31 25-22 25-22 25-16)       | 1 h 46 | CHAN        | -                                            | FIVB                 |
| 6 août 2003      | Police Union Hall Le Caire             | Égypte               | 3-0 (25-19 26-24 27-25)             | 1 h 10 | CHAN        | -                                            | FIVB                 |
| 16 novembre 2003 | Nagano White Ring Nagano               | Italie               | 0-3 (16-25 13-25 23-25)             | 1 h 3  | CM          | Noureddine Hfaiedh (10)                      | FIVB                 |
| 17 novembre 2003 | Nagano White Ring Nagano               | Corée du Sud         | 0-3 (19-25 20-25 26-28)             | 1 h 13 | CM          | Noureddine Hfaiedh (15)                      | FIVB                 |
| 18 novembre 2003 | Nagano White Ring Nagano               | France               | 2-3 (25-23 25-23 18-25 21-25 16-18) | 1 h 53 | CM          | Noureddine Hfaiedh (24)                      | FIVB                 |
| 20 novembre 2003 | Hamamatsu Arena Hamamatsu              | Venezuela            | 0-3 (23-25 21-25 22-25)             | 1 h 11 | CM          | Noureddine Hfaiedh, Marouane Fehri (en) (16) | FIVB                 |
| 21 novembre 2003 | Hamamatsu Arena Hamamatsu              | Brésil               | 0-3 (17-25 16-25 11-25)             | 1 h 2  | CM          | Khaled Belaïd (en) (7)                       | FIVB                 |
| 23 novembre 2003 | Fukuoka Convention Center (en) Fukuoka | États-Unis           | 0-3 (13-25 17-25 22-25)             | 1 h 6  | CM          | Noureddine Hfaiedh (16)                      | FIVB                 |
| 24 novembre 2003 | Fukuoka Convention Center (en) Fukuoka | Japon                | 3-2 (23-25 22-25 25-22 25-21 15-10) | 2 h 7  | CM          | Noureddine Hfaiedh (26)                      | FIVB                 |
| 25 novembre 2003 | Fukuoka Convention Center (en) Fukuoka | Serbie-et-Monténégro | 0-3 (16-25 14-25 21-25)             | 1 h 5  | CM          | Hosni Karamosli (en) (12)                    | FIVB                 |
| 28 novembre 2003 | Tokyo Metropolitan Gymnasium Tokyo     | Canada               | 0-3 (23-25 20-25 20-25)             | 1 h 12 | CM          | Noureddine Hfaiedh (14)                      | FIVB                 |
| 29 novembre 2003 | Tokyo Metropolitan Gymnasium Tokyo     | Égypte               | 3-1 (25-20 25-19 23-25 25-16)       | 1 h 28 | CM          | Noureddine Hfaiedh (24)                      | FIVB                 |
| 30 novembre 2003 | Tokyo Metropolitan Gymnasium Tokyo     | Chine                | 1-3 (17-25 26-24 25-27 29-31)       | 1 h 42 | CM          | Marouane Fehri (en) (22)                     | FIVB                 |
| 28 décembre 2003 | Friedrichshafen                        | Allemagne            | 2-3 (19-25 26-24 15-25 25-22 11-15) | 2 h 0  | A           | -                                            | DVV                  |
| 30 décembre 2003 | Friedrichshafen                        | Allemagne            | 3-2 (15-25 28-26 21-25 25-22 15-11) | -      | A           | -                                            | DVV                  |

A : match amical ;
CHAN : match du championnat d'Afrique 2003 ;
CM: match de la coupe du monde 2003.

## Sélections
Coupe du monde 2003
| No                                               | Nom                                              | Date de naissance                                | Taille | Poids | Poste                        | Club                         |
| ------------------------------------------------ | ------------------------------------------------ | ------------------------------------------------ | ------ | ----- | ---------------------------- | ---------------------------- |
| 2                                                | Mohamed Trabelsi (en)                            | 15 septembre 1981                                | 202    | 92    | Central                      | Club sfaxien                 |
| 3                                                | Mehdi Gara (en)                                  | 1er mars 1981                                    | 189    | 78    | Attaquant                    | Club olympique de Kélibia    |
| 5                                                | Samir Sellami                                    | 13 juillet 1977                                  | 194    | 82    | Passeur                      | Club sfaxien                 |
| 7                                                | Chaker Ghezal (en)                               | 14 janvier 1977                                  | 199    | 90    | Central                      | Étoile du Sahel              |
| 9                                                | Khaled Belaïd (en)                               | 30 décembre 1973                                 | 195    | 82    | Réceptionneur-attaquant      | Club sfaxien                 |
| 10                                               | Walid Ben Abbes (en)                             | 19 juin 1980                                     | 186    | 76    | Attaquant                    | Étoile du Sahel              |
| 11                                               | Marouane Fehri (en)                              | 1er juillet 1979                                 | 197    | 79    | Réceptionneur-attaquant      | Club olympique de Kélibia    |
| 13                                               | Noureddine Hfaiedh                               | 27 août 1973                                     | 200    | 86    | Réceptionneur-attaquant      | Étoile du Sahel              |
| 14                                               | Mehrez Berriri (en)                              | 13 avril 1975                                    | 186    | 80    | Libero                       | Club sfaxien                 |
| 15                                               | Ghazi Guidara (en)                               | 18 mai 1974                                      | 186    | 75    | Passeur                      | Espérance de Tunis           |
| 16                                               | Tarek Sammari                                    | 1er janvier 1978                                 | 192    | 82    | Attaquant                    | Étoile du Sahel              |
| 18                                               | Hosni Karamosli (en)                             | 1er juin 1980                                    | 197    | 82    | Attaquant                    | Club sfaxien                 |
|                                                  |                                                  |                                                  |        |       |                              |                              |
| Encadrement technique                            | Encadrement technique                            |                                                  |        |       | Légende                      | Légende                      |
| Entraîneur : Antonio Giacobbe                    | Entraîneur : Antonio Giacobbe                    | Entraîneur : Antonio Giacobbe                    |        |       | : Capitaine                  | : Capitaine                  |
| Entraîneur(s) adjoint(s) : Noureddine Ben Younes | Entraîneur(s) adjoint(s) : Noureddine Ben Younes | Entraîneur(s) adjoint(s) : Noureddine Ben Younes |        |       | : Joueur blessé actuellement | : Joueur blessé actuellement |
| Manager général : Slim Ben Youssef               |                                                  |                                                  |        |       |                              |                              |